# Йёргенсен, Кристина
Кристина Йёргенсен (дат. Kristina Jørgensen; род. 18 января 1998, Хорсенс, Вайле) — датская гандболистка, левый полусредний клуба «Дьёр» и сборной Дании. Бронзовая призёрка чемпионата мира 2021 года и серебряный призёр чемпионата Европы 2022 года.

## Биография

### В клубе
Кристина начала свою карьеру в качестве игрока гандбольной лиги в 2016 году в Скандерборге.. После удивительного и впечатляющего первого сезона в высшей датской лиге она перешла в ХК «Виборг» в апреле 2017 года. Она стала самым результативным игроком «Скандерборга» в сезоне 2016/17 годов, забив 113 голов.
В ноябре 2019 года продлила контракт с «Виборгом ХК» до 2022 года. В 2022 году перешла во французский гандбольный клуб «Мец».

### Карьера в сборной
Кристина приняла участие в чемпионате Европы среди спортсменов до 17 лет в 2015 году в Македонии, где была признана лучшей защитницей турнира. Сборная Дании завоевала золото. В следующем году в составе сборной она также завоевала серебро чемпионата мира 2016 года среди девушек до 17 лет в Словакии. На чемпионате Европы в 2017 году в Словении среди спортсменов до 19-ти лет она завоевала бронзу и была названа лучшим игроком турнира и лучшим бомбардиром с 29 голами.
За первую сборную она официально дебютировала 27 ноября 2017 года в матче против Швеции, за семь дней до чемпионата мира 2017 года в Германии. В итоге она была выбрана в окончательный состав на турнир.
Йёргенсен также принимала участие в чемпионате Европы 2018 года во Франции и чемпионате мира 2019 года в Японии. Она выиграла бронзовые медали с Данией на чемпионате мира в 2021 году в Испании. А на чемпионате Европы 2022 года стала серебряным призёром.
В 2023 году была приглашена в сборную для участия в финальной части чемпионата мира 2023 года.

## Достижения
- Серебряный призёр чемпионата Дании (1): 2021.
- Бронзовый призёр чемпионата Дании (2): 2018, 2020.